# La limita supraviețuirii
La limita supraviețuirii (titlu original: în engleză Elevation) este un film SF american postapocaliptic de acțiune thriller din 2024 regizat de George Nolfi. Rolurile principale au fost interpretate de actorii Anthony Mackie, Morena Baccarin și Maddie Hasson. 

## Rezumat
Cu trei ani înainte de evenimentele din film, prădători misterioși denumiți Reapers au apărut din dolinele subterane și au exterminat cea mai mare parte a umanității. Supraviețuitorii trăiesc în comunități izolate la 8.000 de picioare sau mai mult deasupra nivelului mării - altitudini la care creaturile nu se aventurează.
Una dintre astfel de comunități buzunar este Lost Gulch Refuge din Front Range, Colorado, unde un tată singur, Will, locuiește cu fiul său, Hunter, care are o boală pulmonară. Will este bântuit de moartea soției sale, Tara, care a fost ucisă de Reapers în timpul unei expediții cu Nina, un fost om de știință, pentru a le găsi slăbiciunile. Hunter devine iritat după luni de izolare; comunitățile învecinate și-au oprit radiourile pentru a-și conserva energia electrică rămasă și folosesc steaguri pentru a comunica. Will află că rămâne fără filtre de oxigen pentru Hunter. Nina încearcă să-l descurajeze pe Will să călătorească la Boulder, Colorado, pentru a găsi mai multe filtre, dar Will o convinge să vină cu el pentru a ajunge la vechiul ei laborator și a găsi o modalitate de a-i ucide pe Reapers.

## Distribuție
- Anthony Mackie – Will
- Morena Baccarin – Nina
- Maddie Hasson – Katie
- Shauna Earp – Hannah, a townsperson
- Rachel Nicks – Tara, soția lui Will
- Danny Boyd Jr. – Hunter, fiul lui Will și al Tarei
- Tyler Grey – Tim